# Jak Alnwick
Jak Alnwick (Hexham, 17 giugno 1993) è un calciatore inglese, portiere del Cardiff City.

## Biografia
Suo fratello maggiore Ben è un ex calciatore, anch'egli di ruolo portiere.

## Carriera

### Club
Ha giocato nella prima divisione inglese ed in quella scozzese.

### Nazionale
Ha giocato nelle nazionali giovanili inglesi Under-17, Under-18 ed Under-19.
Con la nazionale Under-20 inglese ha preso parte ai Mondiali Under-20 2011 come portiere di riserva, senza disputare alcuna gara.

## Statistiche

### Presenze e reti nei club
Statistiche aggiornate al 10 febbraio 2024.
| Stagione             | Squadra              | Campionato           | Campionato | Campionato | Coppe nazionali | Coppe nazionali | Coppe nazionali | Coppe continentali | Coppe continentali | Coppe continentali | Altre coppe | Altre coppe | Altre coppe | Totale | Totale | Totale |
| Stagione             | Squadra              | Comp                 | Pres       | Reti       | Comp            | Pres            | Reti            | Comp               | Pres               | Reti               | Comp        | Pres        | Reti        | Pres   | Reti   |        |
| -------------------- | -------------------- | -------------------- | ---------- | ---------- | --------------- | --------------- | --------------- | ------------------ | ------------------ | ------------------ | ----------- | ----------- | ----------- | ------ | ------ | ------ |
| 2011-2012            | Gateshead            | CLP                  | 6          | -9         | FACup           | 2               | -2              | -                  | -                  | -                  | -           | -           | -           | 8      | -11    |        |
| 2012-2013            | Newcastle Utd        | PL                   | 0          | 0          | FACup+CdL       | 0               | 0               | UEL                | 0                  | 0                  | -           | -           | -           | 0      | 0      |        |
| 2013-2014            | Newcastle Utd        | PL                   | 0          | 0          | FACup+CdL       | 0               | 0               | -                  | -                  | -                  | -           | -           | -           | 0      | 0      |        |
| 2014-mar. 2015       | Newcastle Utd        | PL                   | 6          | -14        | FACup+CdL       | 1+1             | -1+-4           | -                  | -                  | -                  | -           | -           | -           | 8      | -19    |        |
| Totale Newcastle Utd | Totale Newcastle Utd | Totale Newcastle Utd | 6          | -14        |                 | 2               | -5              |                    | 0                  | 0                  |             | -           | -           | 8      | -19    |        |
| mar.-giu. 2015       | Bradford City        | FL1                  | 1          | -1         | -               | -               | -               | -                  | -                  | -                  | -           | -           | -           | 1      | -1     |        |
| 2015-2016            | Port Vale            | FL1                  | 41         | -52        | FACup+CdL       | 3+2             | -4+0            | -                  | -                  | -                  | FLT         | 2           | -2          | 48     | -58    |        |
| 2016-gen. 2017       | Port Vale            | FL1                  | 26         | -40        | FACup+CdL       | 3+1             | -1+-2           | -                  | -                  | -                  | FLT         | 1           | 0           | 31     | -43    |        |
| Totale Port Vale     | Totale Port Vale     | Totale Port Vale     | 67         | -92        |                 | 9               | -7              |                    | -                  | -                  |             | 3           | -2          | 79     | -101   |        |
| gen.-giu. 2017       | Rangers              | SP                   | 1          | -1         | CS              | 0               | 0               | -                  | -                  | -                  | -           | -           | -           | 1      | -1     |        |
| 2017-2018            | Rangers              | SP                   | 5          | -12        | CS+CdL          | 2+3             | -1+-3           | UEL                | 0                  | 0                  | -           | -           | -           | 10     | -16    |        |
| Totale Rangers       | Totale Rangers       | Totale Rangers       | 6          | -13        |                 | 5               | -4              |                    | 0                  | 0                  |             | -           | -           | 11     | -17    |        |
| 2018-2019            | Scunthorpe Utd       | FL1                  | 41         | -71        | FACup+CdL       | 2+0             | -2+0            | -                  | -                  | -                  | FLT         | 0           | 0           | 43     | -73    |        |
| 2019-2020            | Blackpool            | FL1                  | 22         | -24        | FACup+CdL       | 2+0             | -2+0            | -                  | -                  | -                  | FLT         | 0           | 0           | 24     | -26    |        |
| 2020-2021            | St. Mirren           | SP                   | 34         | -36        | CS+CdL          | 4+7             | -6+-8           | -                  | -                  | -                  | -           | -           | -           | 45     | -50    |        |
| 2021-2022            | St. Mirren           | SP                   | 33         | -41        | CS+CdL          | 3+3             | -4+-1           | -                  | -                  | -                  | -           | -           | -           | 39     | -46    |        |
| Totale St. Mirren    | Totale St. Mirren    | Totale St. Mirren    | 67         | -77        |                 | 17              | -19             |                    | -                  | -                  |             | -           | -           | 84     | -96    |        |
| 2022-2023            | Cardiff City         | FLC                  | 4          | -4         | FACup+CdL       | 2+1             | -7+-3           | -                  | -                  | -                  | -           | -           | -           | 7      | -14    |        |
| 2023-2024            | Cardiff City         | FLC                  | 24         | -33        | FACup+CdL       | 1+1             | -4+-2           | -                  | -                  | -                  | -           | -           | -           | 26     | -39    |        |
| Totale Cardiff City  | Totale Cardiff City  | Totale Cardiff City  | 28         | -37        |                 | 5               | -16             |                    | -                  | -                  |             | -           | -           | 33     | -53    |        |
| Totale carriera      | Totale carriera      | Totale carriera      | 244        | -338       |                 | 44              | -57             |                    | 0                  | 0                  |             | 3           | -2          | 291    | -397   |        |